# Astaena leechi
Astaena leechi är en skalbaggsart som beskrevs av Frey 1973. Astaena leechi ingår i släktet Astaena och familjen Melolonthidae. Inga underarter finns listade.